# Club d'aviron Orio
Maillots

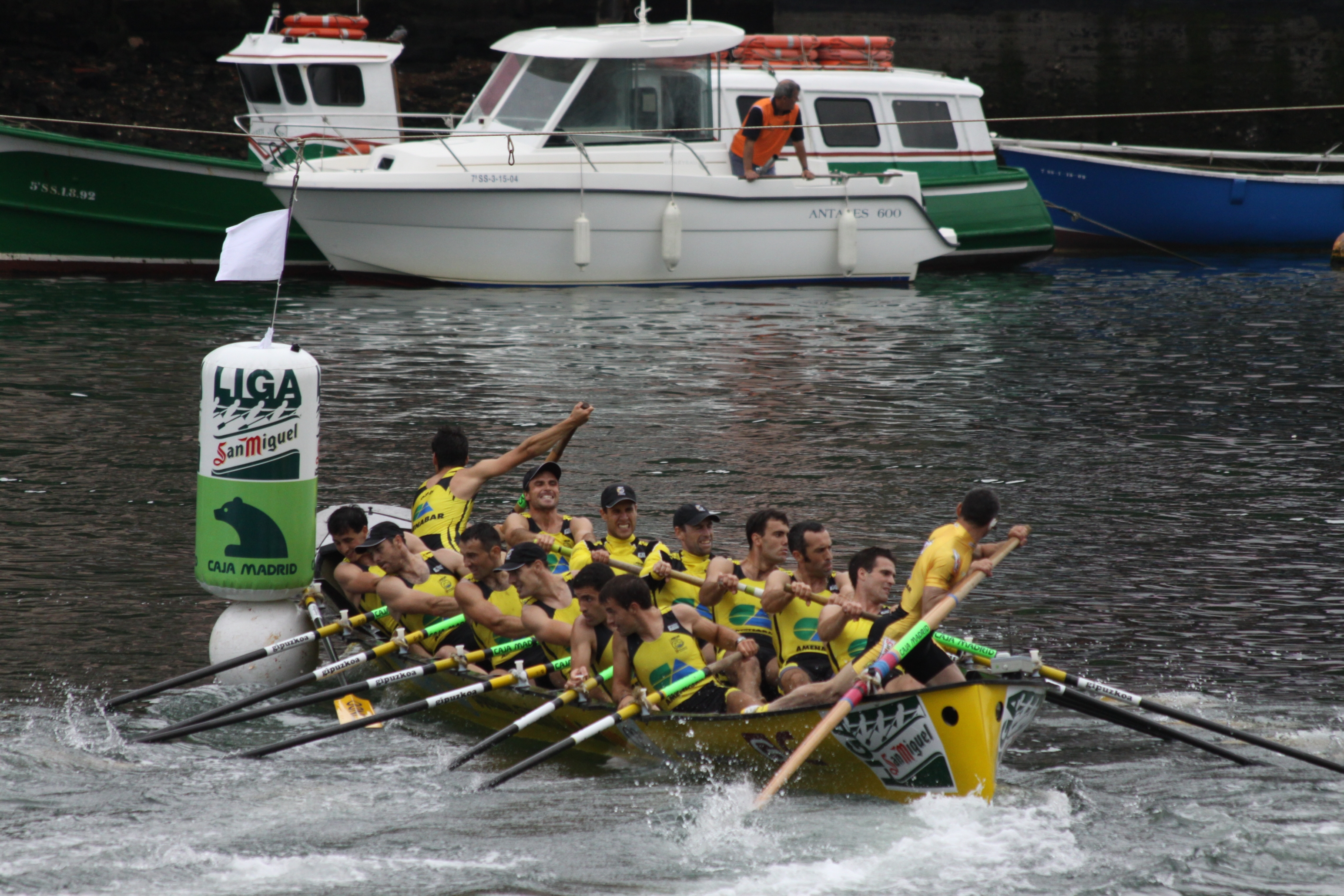
Traînière du club d'aviron Orio.

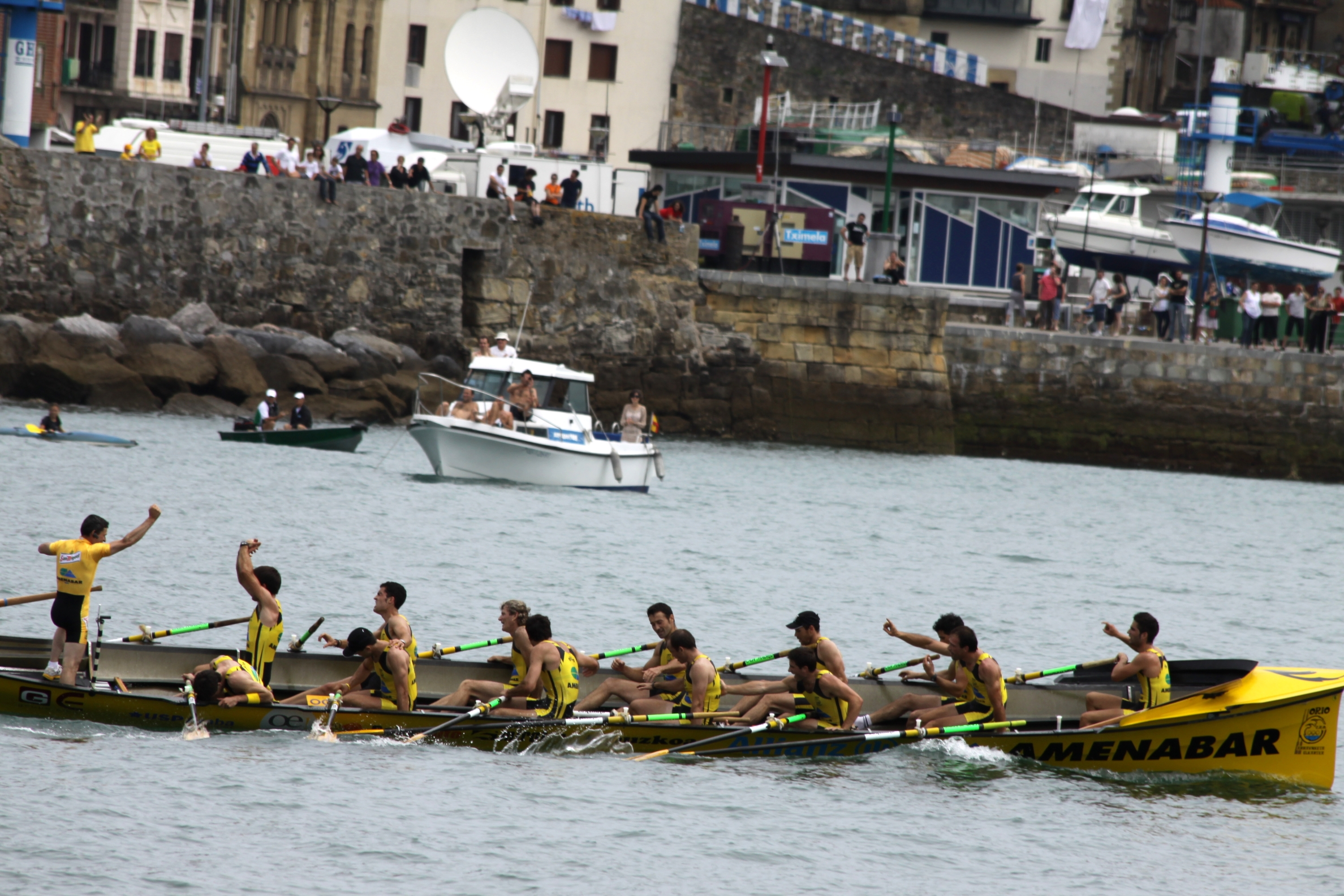
Traînière du club d'aviron Orio.

Le Club Aviron Olympique Orio Arraunketa Elkartea est un club d'aviron dont le siège se situe dans la localité guipuscoane d'Orio. Bien qu'issu d'une ville d'à peine 6 000 habitants il s'agit du club de traînières le plus titré de la région cantabrique.
Trainière et rameurs concourent aux couleurs jaune et sont connus avec le surnom des aiglons, l'embarcation portant d'ailleurs le nom de cet oiseau, Mirotza en euskara.

## Histoire
La première référence officielle écrite de la participation d'une trainière d'ORIO, remonte en 1879 dans la première édition des régates de La Concha de Saint-Sébastien. L'embarcation de club obtient sa première victoire en 1901.
Différentes commissions de la mairie ou de la Confrérie de Pêcheurs étaient les représentants du club d'Aviron et de la trainière dans la localité.
Dans la période entre 1879 à 1932, les rameurs oriotarras (gentilé castillan d'Orio, orriotarrak en basque) concourent sous le nom de la localité, ORIO. Dans la période 1933 à 1964, avec celui de Emen-Gatoxtik-ORIO.
Le club d'aviron fut créé en juin 1965. Il aura pour dénomination « Club d'Aviron Olympique d'Orio ». C'est l'année où on commence à développer des activités d'aviron olympique en banc mobile (Outriggers).
En 1986, en enregistrant le Club dans le Registre des Associations Sportives de la Communauté autonome basque, on lui ajoute le nom en basque Arraunketa Elkartea. Par conséquent, de nos jours le nom Officiel du club est : Club Aviron Olympique ORIO Arraunketa Elkartea, en abrégé : (CRO Orio AE). D'autre part, le nom de la trainière oriotarra a été traditionnellement San Nikolas, en référence au Saint patron de la ville. Ils ont aussi les noms comme Kanpa, Txiki, Mirotza (nom actuel).
Ce club développe aussi les disciplines Olympique comme les huit spécialités : Skiff, double Scull, Quatre Scull, Deux sans barreur, Quatre sans barreur, Deux avec barreur, Quatre avec barreur et Huit avec barreur (Spécialité Reine). Comme nouveauté en 2009 on a incorporé l'aviron adapté, discipline créée pour que des personnes handicapées puissent travailler l'aviron. Les Championnats d'Espagne par Clubs sont des épreuves les plus importantes qui ont lieu au niveau national.

## Banc mobile - aviron olympique - outrigger 1965-2009
Nous avons précédemment cité qu'en fondant le CRO ORIO en juin 1965, les oriotarras ont commencé à développer l'Aviron Olympique.
Cette discipline d'aviron permet la pratique du sport de compétition pour tous les âges et sexes, des très jeunes jusqu'aux vétérans. Depuis la fondation du Club et jusqu'à présent, les oriotarras ont obtenu 199 médailles, obtenues dans toutes les catégories et spécialités (79 médailles d'or aux Championnats d'Espagne, 78 d'argent et 42 de bronze). À Orio ont eu lieu de célèbres régates Internationales en banc mobile.
Jusqu'à ce jour se sont tenues 15 éditions : 1968, 1969, 1970, 1971, 1973, 1974, 1976, 1989, 2001, 2004, 2005, 2006, 2007, 2008 et 2009.
À noter aussi la participation des équipages de « Huit avec barreur » des célèbres Universités Oxford et de Cambridge.

## Palmarès

### Compétitions nationales
- 15 Championnat d'Espagne de trainières : 1946, 1951, 1952, 1955, 1964, 1971, 1973, 1974, 1975, 1976, 1986, 1993, 1995, 1998 et 1999.
- 11 Championnat d'Espagne de batels.
- 8 Championnat d'Espagne de trainerillas.
- 1 Championnat d'Espagne de Llaut.
- 2 Championnat de Cantabrie.
- 3 Drapeau de la Ligue basque de Trainières.

### Compétitions régionales
- 6 Championnat de trainières d'Euskadi: 1995, 1997, 1998, 1999, 2001 et 2002.
- 29 Championnat de Batels d'Euskadi.
- 12 Championnat de Trainerillas d'Euskadi.

### Compétitions provinciales
- 8 Championnat du Guipuscoa de trainières: 1973, 1980, 1982, 1998, 1999, 2001, 2002 et 2008.
- 44 Championnat du Guipuscoa de batels.
- 18 Championnat du Guipuscoa de trainerillas.

### Drapeaux

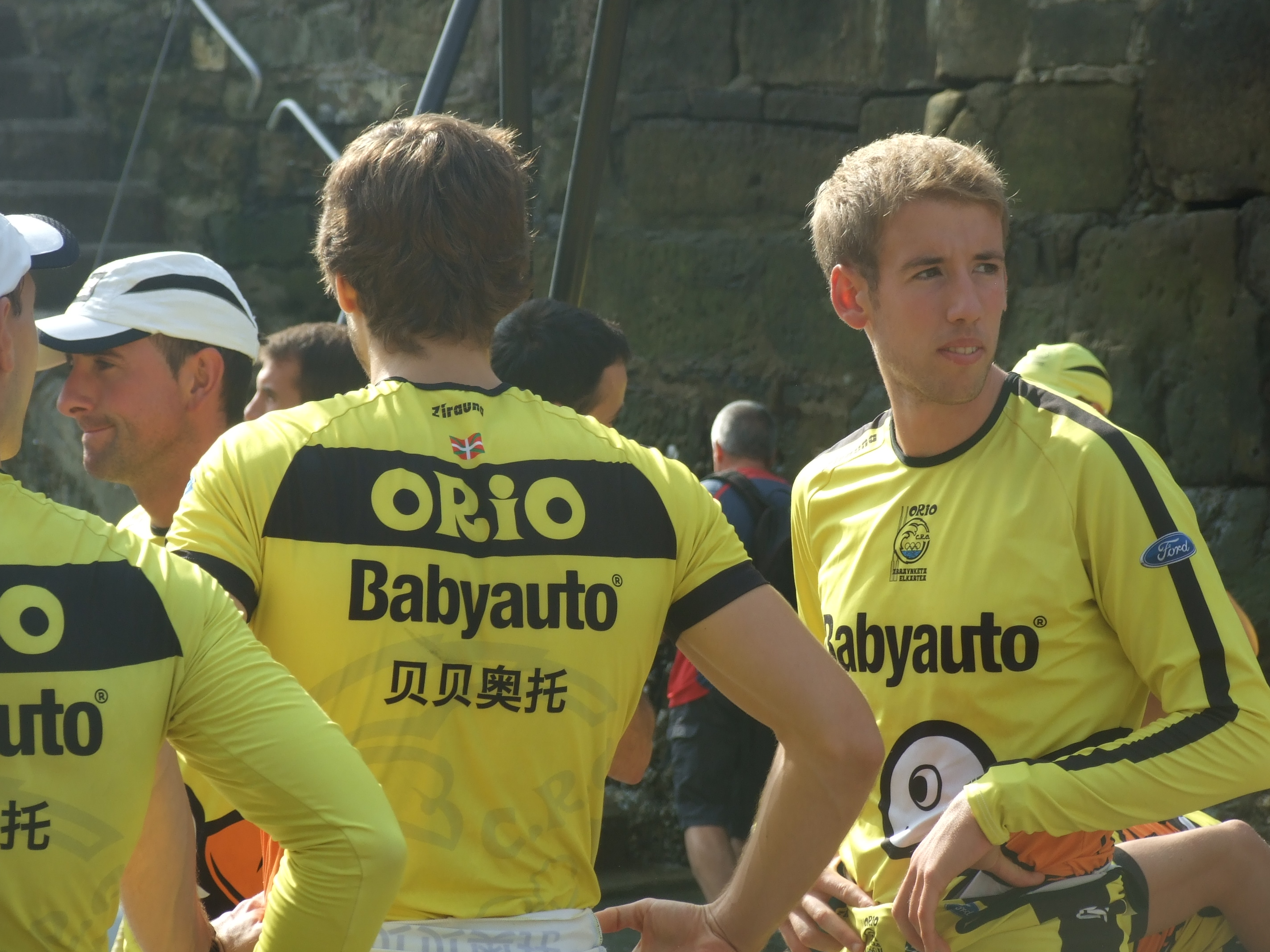
Drapeau de La Concha 2016.

- 32 Drapeau de La Concha: 1901, 1909, 1910, 1916, 1919, 1923, 1925, 1933, 1934, 1939, 1940, 1942, 1944, 1951, 1952, 1953, 1955, 1958, 1964, 1970, 1971, 1972, 1974, 1975, 1983, 1992, 1996, 1997, 1998, 2000, 2007 et 2017.
- 2 Drapeau de Biarriz: 1909 et 1995.
- 5 Drapeau de Bilbao: 1930, 1935, 1939, 1942 et 1943.
- 2 Drapeau de Portugalete: 1934 et 1983.
- 1 Drapeau del Abra: 1940.
- 4 Drapeau de Santander: 1946, 1983, 1987 et 1991.
- 12 Drapeau de Zarautz: 1952, 1955, 1983, 1993, 1995, 1998, 1999, 2000, 2001, 2002, 2006, 2010.
- 1 Drapeau Fiestas de Pascua (C.A.T. - S.S.): 1955.
- 1 Grand prix Arrigorripe (Ondarroa): 1955.
- 10 Grands prix Nervión-Ibaizabal: 1970, 1973, 1974, 1995, 1996, 1998, 1999, 2000, 2001 et 2002.
- 9 Drapeau de Santoña: 1970, 1974, 1977, 1982, 1991, 1995, 1996, 1998 et 2008.
- 2 Drapeau de Getaria: 1972 et 1980.
- 1 Drapeau de Beraun: 1973.
- 1 Régate Noces d'or de Kaiku: 1973.
- 5 Drapeau Ciudad de Castro Urdiales: 1973, 1974, 2004, 2005 et 2007.
- 10 Drapeau El Corte Inglés: 1975, 1991, 1995, 1996, 1997, 1998, 1999, 2000, 2003 et 2008.
- 2 Drapeau Donostia Pasaia: 1980 et 1982.
- 1 Drapeau de Andoain: 1981.
- 1 Drapeau Marina de Cudeyo: 1982.
- 7 Drapeau Villa de Bilbao: 1979, 1983, 1991, 1992, 1993, 1994 et 1995.
- 2 GP de Astillero: 1983 et 1984.
- 1 Drapeau du Real Astillero de Guarnizo: 1984.
- 1 Drapeau Conde de Fenosa (Meira): 1986.
- 6 Drapeau de Getxo: 1991, 1992, 1993, 1997, 2001 et 2007.
- 7 Drapeau de Bermeo: 1991, 1995, 1996, 1997, 1998, 2001 et 2003.
- 1 Drapeau Prince des Asturies: 1991.
- 1 Drapeau El Corte Inglés (Vigo): 1991.
- 2 Drapeau Teresa Herrera (La Corogne): 1991 et 1992.
- 2 Drapeau de Erandio: 1991 et 1992.
- 5 Drapeau El Correo (Lekeitio): 1991, 1995, 1997, 1998 et 2001.
- 1 Drapeau Expo - Seville 92: 1992.
- 1 Drapeau Scania (P. San Pedro): 1992.
- 1 Drapeau Députation de Bizkaia (Plentzia): 1992.
- 1 Drapeau de Saint-Jean-de-Luz: 1993.
- 5 Drapeau de Orio: 1993, 1995, 1997, 1999 et 2001.
- 4 Drapeau Petronor: 1994, 1997, 2000 et 2001.
- 1 Drapeau San Andres (Castro): 1994.
- 1 Drapeau de Camargo: 1995.
- 1 Drapeau de Ondarroa: 1996.
- 6 Drapeau de Zumaia: 1998, 2000, 2001, 2002, 2006 et 2008.
- 4 Drapeau de Elantxobe: 1998, 2003, 2005 et 2006.
- 1 Drapeau Centenaire Club Maritime del Abra (Las Arenas): 1998.
- 1 Drapeau del Carmen (Donostia): 1998.
- 1 Drapeau de El Diaro Vasco (Orio): 1998.
- 1 Drapeau Telefónica (Getaria): 1999.
- 2 Drapeau de Santurtzi: 1996 y 2000.
- 1 Drapeau Insalus (Lekeitio): 2002.
- 1 Drapeau Telefónica de Bermeo: 2006.Se déroula en même temps que la XVIIIe Drapeau de Elantxobe
- 1 Drapeau O'grove: 2007.
- 1 Drapeau Concello de Boiro: 2007.
- 1 Drapeau de San Pedro: 2007.
- 1 Drapeau de Bilbao: 2007.
- 1 Drapeau de Telefónica: 2008.
- 1 Drapeau de Pereira: 2008.
- 1 Drapeau de Zumaia: 2008.
- 1 Drapeau de Hondarribia: 2009.
- 1 Coupe d'argent de la Députation de Biscaye pour avoir gagné trois fois consécutivement les Régates del Abra.